# Hamza Hakimzade Niyazi
Hamza Hakimzada Niyazi ou Khamza Khakimzada Niyazi ou simplement Khamza, (en ouzbek : Hamza Hakimzoda Niyoziy, en russe : Хамза Хакимзаде Ниязи) (6 mars 1889 à Kokand – 18 mars 1929 à Chakhimardan) était un poète ouzbek considéré l'un des pères de la poésie ouzbek moderne. Khamza a vécu et travaillé à Chakhimardan. Il soutient la révolution bolchévique de 1917, il était le professeur de l'actrice et chanteuse ouzbèke Tursunoy Saidazimova ainsi que le directeur d'une troupe de théâtre ambulant dans lequel performait la célèbre danseuse Tamara Khanum. Il fut assassiné par des activistes religieux islamistes à cause de son idéologie antireligieuse.

## Héritage
Niyazi est l'un des représentants les plus importants de la littérature ouzbèke. Il est généralement considéré comme le premier dramaturge ouzbek, le fondateur des formes musicales modernes ouzbèkes, ainsi que le fondateur du réalisme social ouzbek . Ses écrits étaient également importants car ils étaient « idéologiquement précieux » durant les premières années du pouvoir soviétique en Ouzbékistan. Bien que le réalisme socialiste soit devenu le style "officiel" de la littérature ouzbèke seulement en 1932, Niyazi est généralement crédité comme étant le fondateur de ce mouvement. Dans son livre intitulé « The Politics of Muslim Cultural Reform: Jadidism in Central Asia », Adeeb Khalid, dont les recherches portent sur l'histoire de l'Asie centrale, écrit qu'il est difficile d'imaginer l'histoire de la littérature moderne en Asie centrale sans Niyazi.
Niyazi a également participé aux controversées réformes de la langue ouzbèke des années 1920, qui visaient à codifier une langue ouzbèke littéraire en remplacement du vieux chaghataï en déclin. Le chaghataï avait été la forme écrite dominante pendant plusieurs siècles. Les réformes ont finalement entraîné un changement significatif dans l'orthographe et la prononciation.
Bien que l'héritage politique de Niyazi soit complexe, il a sans aucun doute contribué au développement de la littérature nationale de l'Ouzbékistan. Les écrivains jadidistes et nationalistes voyaient la position pro-soviétique de Niyazi comme intrinsèquement non-ouzbèke en raison de ses thèmes non nationaux et politiques.

Niyazi est devenu écrivain national de la RSS d'Ouzbékistan en 1926. En hommage à sa mémoire, en 1967, le Comité central du Parti communiste d'Ouzbékistan a créé le Prix d'État Hamza pour reconnaître les réalisations exceptionnelles dans les domaines de la littérature, des arts et de l'architecture. De nombreuses institutions en Ouzbékistan, dont une station du métro de Tachkent, trois théâtres, ainsi que plusieurs écoles et rues, portent son nom. Il existe deux musées consacrés à Niyazi à Kokand.

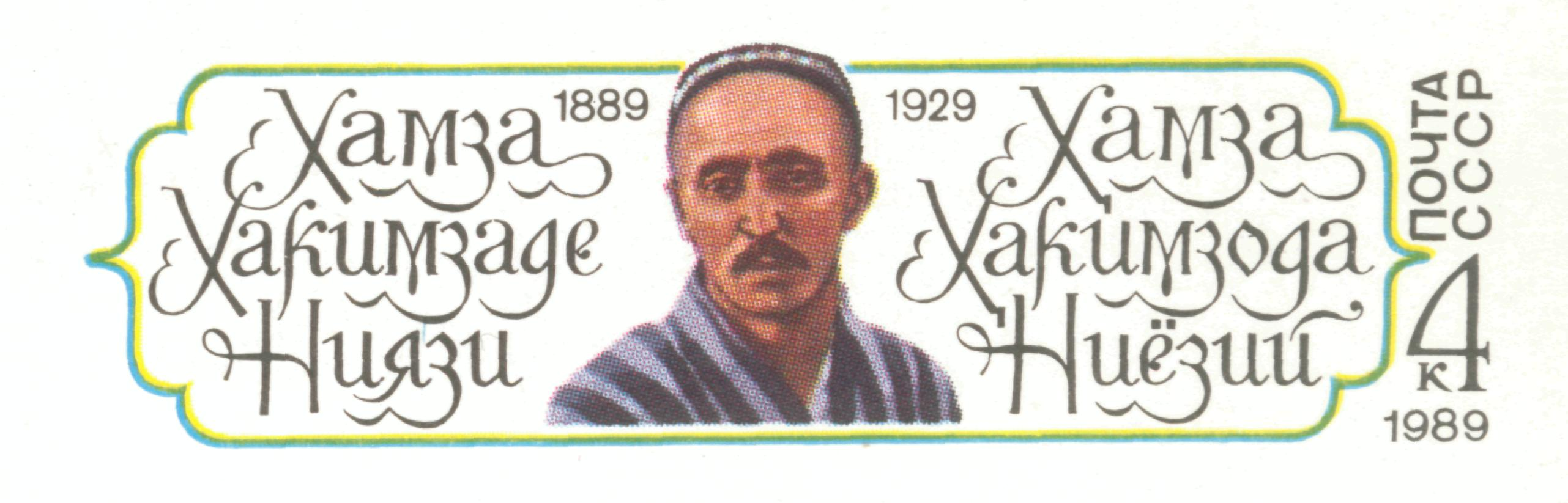
Timbre postal soviétique consacré à Khamza